# Jamajka na Mistrzostwach Świata w Lekkoatletyce 2013
Jamajka na Mistrzostwach Świata w Lekkoatletyce 2013 – reprezentacja Jamajki podczas czempionatu w Moskwie liczyła 45 zawodników.

## Występy reprezentantów Jamajki

### Mężczyźni

#### Konkurencje biegowe
| Konkurencja                | Zawodnik                                                                                | Eliminacje | Eliminacje | Półfinał | Półfinał | Finał      | Finał   |
| Konkurencja                | Zawodnik                                                                                | Rezultat   | Pozycja    | Rezultat | Pozycja  | Rezultat   | Pozycja |
| -------------------------- | --------------------------------------------------------------------------------------- | ---------- | ---------- | -------- | -------- | ---------- | ------- |
| Bieg na 100 m              | Nickel Ashmeade                                                                         | 10,12      | 9. Q       | 9,90     | 1. Q     | 9,98       | 5.      |
| Bieg na 100 m              | Kemar Bailey-Cole                                                                       | 10,02      | 3. Q       | 9,93     | 3. Q     | 9,98       | 24.     |
| Bieg na 100 m              | Usain Bolt                                                                              | 10,07      | 7. Q       | 9,92     | 2. Q     | 9,77       | złoto   |
| Bieg na 100 m              | Nesta Carter                                                                            | 10,11      | 8. Q       | 9,97     | 6. Q     | 9,95       | brąz    |
| Bieg na 200 m              | Nickel Ashmeade                                                                         | 20,54      | 13. Q      | 20,00    | 3. Q     | 20,05      | 4.      |
| Bieg na 200 m              | Usain Bolt                                                                              | 20,66      | 21. Q      | 20,12    | 4. Q     | 19,66      | złoto   |
| Bieg na 200 m              | Jason Livermore                                                                         | 20,59      | 17. Q      | 20,46    | 12.      | NQ         | NQ      |
| Bieg na 200 m              | Warren Weir                                                                             | 20,34      | 3. Q       | 20,20    | 7. Q     | 19.79      | srebro  |
| Bieg na 400 m              | Javere Bell                                                                             | 45,20      | 7. Q       | 45,77    | 17.      | NQ         | NQ      |
| Bieg na 400 m              | Javon Francis                                                                           | 45,37      | 11. Q      | 45,62    | 15.      | NQ         | NQ      |
| Bieg na 400 m              | Omar Johnson                                                                            | 45,97      | 21. q      | 45,89    | 19.      | NQ         | NQ      |
| Bieg na 110 m przez płotki | Hansle Parchment                                                                        | 13,43      | 13. q      | DNF      | DNF      | NQ         | NQ      |
| Bieg na 110 m przez płotki | Andrew Riley                                                                            | 13,27      | 3. Q       | 13,30    | 4. q     | 13,51      | 8.      |
| Bieg na 110 m przez płotki | Dwight Thomas                                                                           | DNS        | DNS        | NQ       | NQ       | NQ         | NQ      |
| Bieg na 400 m przez płotki | Leford Green                                                                            | 49,45      | 7. Q       | 48,88    | 10.      | NQ         | NQ      |
| Bieg na 400 m przez płotki | Isa Phillips                                                                            | 49,57      | 9. Q       | 49,28    | 13.      | NQ         | NQ      |
| Bieg na 400 m przez płotki | Annsert Whyte                                                                           | 49,63      | 10. Q      | 49,17    | 11.      | NQ         | NQ      |
| Sztafeta 4 × 100 m         | Nickel Ashmeade Oshane Bailey Kemar Bailey-Cole Usain Bolt Nesta Carter Jason Livermore | 38,17      | 4. Q       | —        | —        | 37,36 (WL) | złoto   |
| Sztafeta 4 × 400 m         | Javere Bell Javon Francis Akheem Gauntlett Omar Johnson Rusheen McDonald Edino Steele   | 3:00,41    | 2. Q       | —        | —        | 2:59,88    | srebro  |

#### Konkurencje techniczne
| Konkurencja    | Zawodnik         | Eliminacje | Eliminacje | Finał    | Finał   |
| Konkurencja    | Zawodnik         | Rezultat   | Pozycja    | Rezultat | Pozycja |
| -------------- | ---------------- | ---------- | ---------- | -------- | ------- |
| Skok w dal     | Damar Forbes     | 7,96       | 7. q       | 8,02     | 8.      |
| Pchnięcie kulą | Raymond Brown    | DNS        | DNS        | NQ       | NQ      |
| Pchnięcie kulą | O’Dayne Richards | 19,08      | 20.        | NQ       | NQ      |

### Kobiety

#### Konkurencje biegowe
| Konkurencja                | Zawodnik | Eliminacje | Eliminacje | Półfinał   | Półfinał | Finał      | Finał   |
| Konkurencja                | Zawodnik | Rezultat   | Pozycja    | Rezultat   | Pozycja  | Rezultat   | Pozycja |
| -------------------------- | --- | ---------- | ---------- | ---------- | -------- | ---------- | ------- |
| Bieg na 100 m              | Sheri-Ann Brooks                                                                                            | 11,32      | 18. Q      | 11,40      | 19.      | NQ         | NQ      |
| Bieg na 100 m              | Schillonie Calvert                                                                                          | 11,20      | 11. Q      | 11,28      | 12.      | NQ         | NQ      |
| Bieg na 100 m              | Shelly-Ann Fraser-Pryce                                                                                     | 11,15      | 7. Q       | 10,87      | 1. Q     | 10,71 (WL) | złoto   |
| Bieg na 100 m              | Kerron Stewart                                                                                              | 11,02      | 2. Q       | 10,97      | 4. Q     | 10,97      | 5.      |
| Bieg na 200 m              | Patricia Hall                                                                                               | 23,25      | 27. Q      | 23,26      | 22.      | NQ         | NQ      |
| Bieg na 200 m              | Shelly-Ann Fraser-Pryce                                                                                     | 22,78      | 6. Q       | 22,54      | 4. Q     | 22,32      | złoto   |
| Bieg na 200 m              | Anneisha McLaughlin                                                                                         | 22,78      | 6. Q       | 27,13      | 24.      | NQ         | NQ      |
| Bieg na 400 m              | Patricia Hall                                                                                               | 52,20      | 21. Q      | 52,62      | 24.      | NQ         | NQ      |
| Bieg na 400 m              | Stephenie Ann McPherson                                                                                     | 50,98      | 7. Q       | 49,99      | 5. q     | 49,99      | 4.      |
| Bieg na 400 m              | Novlene Williams-Mills                                                                                      | 50,83      | 6. Q       | 50,34      | 7. q     | 51,49      | 8.      |
| Bieg na 800 m              | Natoya Goule                                                                                                | 2:00,93    | 18.        | NQ         | NQ       | NQ         | NQ      |
| Bieg na 100 m przez płotki | Andrea Bliss                                                                                                | 13,20      | 22. q      | 12,92      | 13.      | NQ         | NQ      |
| Bieg na 100 m przez płotki | Danielle Williams                                                                                           | 13,11      | 16. Q      | 13,13      | 20.      | NQ         | NQ      |
| Bieg na 100 m przez płotki | Shermaine Williams                                                                                          | 13,09      | 15. Q      | 12,93 (SB) | 14.      | NQ         | NQ      |
| Bieg na 400 m przez płotki | Danielle Dowie                                                                                              | 57,03      | 22.        | NQ         | NQ       | NQ         | NQ      |
| Bieg na 400 m przez płotki | Kaliese Spencer                                                                                             | DSQ        | DSQ        | NQ         | NQ       | NQ         | NQ      |
| Bieg na 400 m przez płotki | Ristananna Tracey                                                                                           | 55,94      | 15. q      | 55,43      | 12.      | NQ         | NQ      |
| Bieg na 400 m przez płotki | Nickiesha Wilson                                                                                            | 55,75      | 13. Q      | 54,94 (SB) | 8. q     | 57,34      | 8.      |
| Sztafeta 4 × 100 m         | Sheri-Ann Brooks Schillonie Calvert Shelly-Ann Fraser-Pryce Natasha Morrison Carrie Russell Kerron Stewart  | 41,87 (SB) | 2. Q       | —          | —        | 41,29 (CR) | złoto   |
| Sztafeta 4 × 400 m         | Christine Day Patricia Hall Anastasia Le-Roy Stephenie Ann McPherson Rosemarie Whyte Novlene Williams-Mills | DSQ        | DSQ        | —          | —        | NQ         | NQ      |

#### Konkurencje techniczne
| Konkurencja | Zawodnik          | Eliminacje | Eliminacje | Finał    | Finał   |
| Konkurencja | Zawodnik          | Rezultat   | Pozycja    | Rezultat | Pozycja |
| ----------- | ----------------- | ---------- | ---------- | -------- | ------- |
| Skok w dal  | Francine Simpson  | NM         | NM         | NQ       | NQ      |
| Trójskok    | Kimberly Williams | 14,36      | 5. Q       | 14,62    | 4.      |